# Дарвас, Николас
Николас Дарвас (англ. Nicolas Darvas; 1920 – 1977) – легендарный танцор, автор книг по трейдингу и инвестированию, специалист по торговле акциями в США, активность которого пришлась на 1950–1960-е годы. 
Родом из Венгрии, во время Второй мировой, использовав поддельный паспорт, перебрался в Турцию, а затем и в США. На родине он успел получить экономическое образование в Будапештском университете, но, эмигрировав, стал профессиональным танцором. Вскоре Дарвас создал своё шоу, в котором выступал с родной сестрой Джулией. Дарвас и его партнерша стали самой высокооплачиваемой танцевальной парой своего времени.
Заработав стартовый капитал танцами, Дарвас начал активно играть на фондовом рынке и превратился в одного из самых успешных инвесторов своего времени. За 18 месяцев он превратил 36 тыс. долларов в 2 млн. 
Для игры на рынке Дарвас разработал свою собственную стратегию, которая известна как теория ящиков или коридоров – по-английски box theory. 
Является автором 5 книг, самая известная из которых «Инвестор-танцор. Как я заработал 2 миллиона долларов на фондовом рынке» (издана на русском языке в 2011 году).